# This Is It (концертний тур)
This Is It — скасований тур, повинен був бути четвертим і останнім туром Майкла Джексона. Початок туру спочатку був запланований на 8 липня 2009, але пізніше був перенесений на 13 липня. На конференції 5 березня 2009 Майкл анонсував 10 концертів, але через великий продаж білетів кількість концертів збільшилась до 50. Тур повинен був закінчитися 6 березня 2010. Усі 50 концертів повинні були відбутися у Лондоні у The O2 арені. Але тур був скасований 25 червня 2009 через смерть співака.

## Сет-лист (репетиції)
На момент смерті Джексона (25 червня 2009) сет-лист все ще був незакінчений
1. Wanna Be Startin' Somethin' (має акапельний відривок з пісні Speechless)
2. Jam
3. Drill/They Don’t Care About Us
4. Human Nature
5. Smooth Criminal
6. The Way You Make Me Feel
7. The Jackson 5 Medley
  - I Want You Back
  - The Love You Save
  - I’ll Be There
8. Off the Wall Medley
  - Don't Stop 'Til You Get Enough
  - Rock With You
9. I Just Can't Stop Loving You (з Джудіт Хілл)
10. Dangerous
11. Dirty Diana
12. Beat It
13. Thriller (має відривок з пісні Threatened)
14. Earth Song
15. We Are the World/Heal the World
16. Black or White
17. You Are Not Alone
18. Billie Jean
19. Will You Be There
20. Man in the Mirror

### Пісні, які планувалися, але не ввійшли у останній сет-лист
- Girlfriend
- One Day In Your Life
- Remember The Time
- Blood on the Dance Floor
- Off the Wall
- State of Shock
- Butterflies
- Speechless
- Smile

- «Stranger in Moscow» повинна була замінювати «Human Nature» на деяких концертах
- За чутками, «You Rock My World» повинна була замінювати «The Way You Make Me Feel» на деяких концертах, але ще не відомо, чи правдиві ці чутки
- За іншими чутками, «Bad» повинна була виконуватися на деяких концертах, але ще не відомо, чи правдиві ці чутки
- На деяких репетиціях Майкл виконував «Black or White» після «Dangerous» замість того, щоб виконати її після «We Are the World/Heal the World»
- На деяких репетиціях Майкл виконував «Off the Wall Medley» після «Wanna Be Startin' Somethin'» замість того, щоб виконати її після «Jackson 5 Medley»
- На деяких репетиціях Майкл виконував «You Are Not Alone» після «The Way You Make Me Feel» замість того, щоб виконати її перед «Billie Jean»
- «Best of Joy» планувалося виконати на останньому концерті 6 березня 2010. Цю пісню вже після смерті співака включили в альбом «Michael» (2010)

## Скасовані дати
| Дата                 | Місто  | Країна | Арена        |
| -------------------- | ------ | ------ | ------------ |
| Перша частина (2009) |        |        |              |
| 13 липня 2009        | Лондон | Англія | The O2 Arena |
| 16 липня 2009        | Лондон | Англія | The O2 Arena |
| 18 липня 2009        | Лондон | Англія | The O2 Arena |
| 22 липня 2009        | Лондон | Англія | The O2 Arena |
| 24 липня 2009        | Лондон | Англія | The O2 Arena |
| 26 липня 2009        | Лондон | Англія | The O2 Arena |
| 28 липня 2009        | Лондон | Англія | The O2 Arena |
| 30 липня 2009        | Лондон | Англія | The O2 Arena |
| 1 серпня 2009        | Лондон | Англія | The O2 Arena |
| 3 серпня 2009        | Лондон | Англія | The O2 Arena |
| 10 серпня 2009       | Лондон | Англія | The O2 Arena |
| 12 серпня 2009       | Лондон | Англія | The O2 Arena |
| 17 серпня 2009       | Лондон | Англія | The O2 Arena |
| 19 серпня 2009       | Лондон | Англія | The O2 Arena |
| 24 серпня 2009       | Лондон | Англія | The O2 Arena |
| 26 серпня 2009       | Лондон | Англія | The O2 Arena |
| 28 серпня 2009       | Лондон | Англія | The O2 Arena |
| 30 серпня 2009       | Лондон | Англія | The O2 Arena |
| 1 вересня 2009       | Лондон | Англія | The O2 Arena |
| 3 вересня 2009       | Лондон | Англія | The O2 Arena |
| 6 вересня 2009       | Лондон | Англія | The O2 Arena |
| 8 вересня 2009       | Лондон | Англія | The O2 Arena |
| 10 вересня 2009      | Лондон | Англія | The O2 Arena |
| 21 вересня 2009      | Лондон | Англія | The O2 Arena |
| 23 вересня 2009      | Лондон | Англія | The O2 Arena |
| 27 вересня 2009      | Лондон | Англія | The O2 Arena |
| 29 вересня 2009      | Лондон | Англія | The O2 Arena |
| Друга частина (2010) |        |        |              |
| 7 січня 2010         | Лондон | Англія | The O2 Arena |
| 9 січня 2010         | Лондон | Англія | The O2 Arena |
| 12 січня 2010        | Лондон | Англія | The O2 Arena |
| 14 січня 2010        | Лондон | Англія | The O2 Arena |
| 16 січня 2010        | Лондон | Англія | The O2 Arena |
| 18 січня 2010        | Лондон | Англія | The O2 Arena |
| 23 січня 2010        | Лондон | Англія | The O2 Arena |
| 25 січня 2010        | Лондон | Англія | The O2 Arena |
| 27 січня 2010        | Лондон | Англія | The O2 Arena |
| 29 січня 2010        | Лондон | Англія | The O2 Arena |
| 1 лютого 2010        | Лондон | Англія | The O2 Arena |
| 3 лютого 2010        | Лондон | Англія | The O2 Arena |
| 8 лютого 2010        | Лондон | Англія | The O2 Arena |
| 10 лютого 2010       | Лондон | Англія | The O2 Arena |
| 12 лютого 2010       | Лондон | Англія | The O2 Arena |
| 16 лютого 2010       | Лондон | Англія | The O2 Arena |
| 18 лютого 2010       | Лондон | Англія | The O2 Arena |
| 20 лютого 2010       | Лондон | Англія | The O2 Arena |
| 22 лютого 2010       | Лондон | Англія | The O2 Arena |
| 24 лютого 2010       | Лондон | Англія | The O2 Arena |
| 1 березня 2010       | Лондон | Англія | The O2 Arena |
| 3 березня 2010       | Лондон | Англія | The O2 Arena |
| 6 березня 2010       | Лондон | Англія | The O2 Arena |

## Плани Джексона на 2009
- У 2009 Майкл планував випуск нового альбому, у який повинні були увійти нові пісні. Деякі з цих пісень (як Hold My Hand або Best of Joy) увійшли у посмертні альбоми Джексона: Michael (2010) і Xscape (2014)
- Також після закінчення This Is It у Лондоні співак планував поїхати у інші країни з гастролями.
- Ще у 2009 Майкл хотів відкрити нову лікарню.

### Замітки до концертів
1. ↑  Цей концерт спочатку був запланований на 8 липня 2009, але був перенесений у травні 2009 через те, що потребувалося більше часу на репетиції
2. ↑  Цей концерт спочатку був запланований на 10 липня 2009, але був перенесений у травні 2009 через те, що потребувалося більше часу на репетиції
3. ↑  Цей концерт спочатку був запланований на 12 липня 2009, але був перенесений у травні 2009 через те, що потребувалося більше часу на репетиції
4. ↑  Цей концерт спочатку був запланований на 14 липня 2009, але був перенесений у травні 2009 через те, що потребувалося більше часу на репетиції